# Probabilistische Polynomialzeit
In der Komplexitätstheorie ist PP die Klasse der Entscheidungen, die in von einer probabilistischen Turingmaschine in Polynomialzeit lösbar ist und die Antwort in mindestens der Hälfte der Fälle richtig ist. Die Abkürzung PP steht für Probabilistische Polynomialzeit.
PP wurde durch John T. Gill eingeführt.

## Eigenschaften
PP ist abgeschlossen unter Komplementbildung, Vereinigung und Schnitt. Das bedeutet, dass für zwei Sprachen {\displaystyle L_{1},L_{2}\in {\mathcal {PP}}} auch {\displaystyle L_{1}^{c},L_{1}\cup L_{2},L_{1}\cap L_{2}\in {\mathcal {PP}}}. Es ist also co-PP = PP.
Ein bekanntes PP-vollständiges Problem ist MAXSAT, das Entscheidungsproblem, ob eine aussagenlogische Formel von mehr als der Hälfte aller möglichen Belegungen erfüllt wird.

## Beziehung zu anderen Komplexitätsklassen
PP enthält BQP und damit auch BPP. PP enthält auch NP {\displaystyle \cup } co-NP und ist selbst enthalten in PSPACE.